# تاتیانا دویاتوا
تاتیانا دویاتوا (به انگلیسی: Tatyana Devyatova) (زادهٔ ۱۹ سپتامبر ۱۹۴۸) شناگر اهل اوکراین است.